# Premio al largo servicio (Wehrmacht)
El Premio al largo servicio de la Wehrmacht (en alemán: Wehrmacht-Dienstauszeichnung) fue una condecoración al servicio militar de la Alemania nazi recibido por el cumplimiento satisfactorio de un número de años de servicio. El 16 de marzo de 1936, Adolf Hitler ordenó la institución de los premios de servicios para las primeras cuatro clases. La clase especial de 40 años se introdujo el 10 de marzo de 1939.
Cada rama de la Wehrmacht (ejército, armada y fuerza aérea ) mantuvo su propia versión de la condecoración, que se otorgaba por 4 años (cuarta clase), 12 años (terceta clase), 18 años (segunda clase), 25 años (primera clase) y 40 años (clase especial). 
El Profesor Dr. Richard Klein diseñó los premios. Los galardonados con los premios de mayor rango portaban la condecoración simultáneamente con un premio de un año inferior. La forma de portarlas era la siguiente:
- 3.ª Clase con 4.ª Clase
- 2.ª Clase con 4.ª Clase
- 1.ª Clase con 3.ª Clase[3]

El Premio al largo servicio era retroactivo a toda la carrera de un miembro de la Reichswehr, abarcando el servicio durante y antes de la Primera Guerra Mundial. Por ello se entregaron unos cuantos premios de 40 años, a pesar de que la era nazi sólo duró 12 años (1933-1945).